# Tetramesa adrianae
Tetramesa adrianae är en stekelart som beskrevs av De Santis 1983. Tetramesa adrianae ingår i släktet Tetramesa och familjen kragglanssteklar. Inga underarter finns listade i Catalogue of Life.